# Mine Härdle
Mine Härdle (* 24. Dezember 1888 in Karlsruhe; † 22. Juni 1967) war eine deutsche Politikerin (SPD).

## Leben
Nach der Mittelschule besuchte Härdle die höhere Handels- und Frauenfachschule. Sie machte das Lehrerexamen für Hauswirtschaft, Handarbeiten und Gewerbe. In den Jahren 1917 bis 1920 absolvierte sie das Sozialexamen und war danach als Gewerbelehrerin in Köln beschäftigt. Seit 1926 war Härdle Mitglied der SPD und ab 1930 Mitglied im Vorstand des SPD-Ortsvereins Köln sowie seit 1932 Mitglied der Stadtverordnetenversammlung. 
Nach dem Beginn der nationalsozialistischen Herrschaft wurde sie wegen politischer Unzuverlässigkeit entlassen. Seit 1948 war sie Dozentin an der berufspädagogischen Akademie in Solingen.
Nach dem Zweiten Weltkrieg engagierte sich Härdle erneut in der SPD. Sie war Delegierte auf dem  Reichsparteitag  der SPD im Mai 1946 in Hannover. Außerdem war sie von 1945 bis 1948 erneut Stadtverordnete in Köln und seit 1945 Mitglied im Vorstand des Bezirks Oberrhein. Im Jahr 1946 wurde sie Mitglied im ernannten Provinzialrat Nordrhein. Dem Landtag von Nordrhein-Westfalen gehörte sie in den Ernennungsperioden 1946 und 1947 sowie als Mitglied des ersten und zweiten gewählten Landtages bis 1954 an.